# Superjeg
 Ikke at forveksle med superego - overjeg i Freuds personlighedsmodel.
Superjeg er en dansk duo fra Skanderborg. Bandet består af Carsten Valentin og Peter Sommer. Superjeg benytter sig af ords dobbelte betydninger i deres tekster.
De spillede på Roskilde Festival 2002 og ved Smukfest i 2004. Nikolaj Nørlund modtog Danish Music Awards i kategorien Årets Danske Producer i 2003 for Alt Er Ego.

## Diskografi
- Alt Er Ego (2002)
- Øst/Vest (2003)